# 青枣核果木
青枣核果木（学名：Drypetes cumingii）为大戟科核果木属下的一个种。

## 扩展阅读
- 維基物種上的相關：青枣核果木